# Middelfart

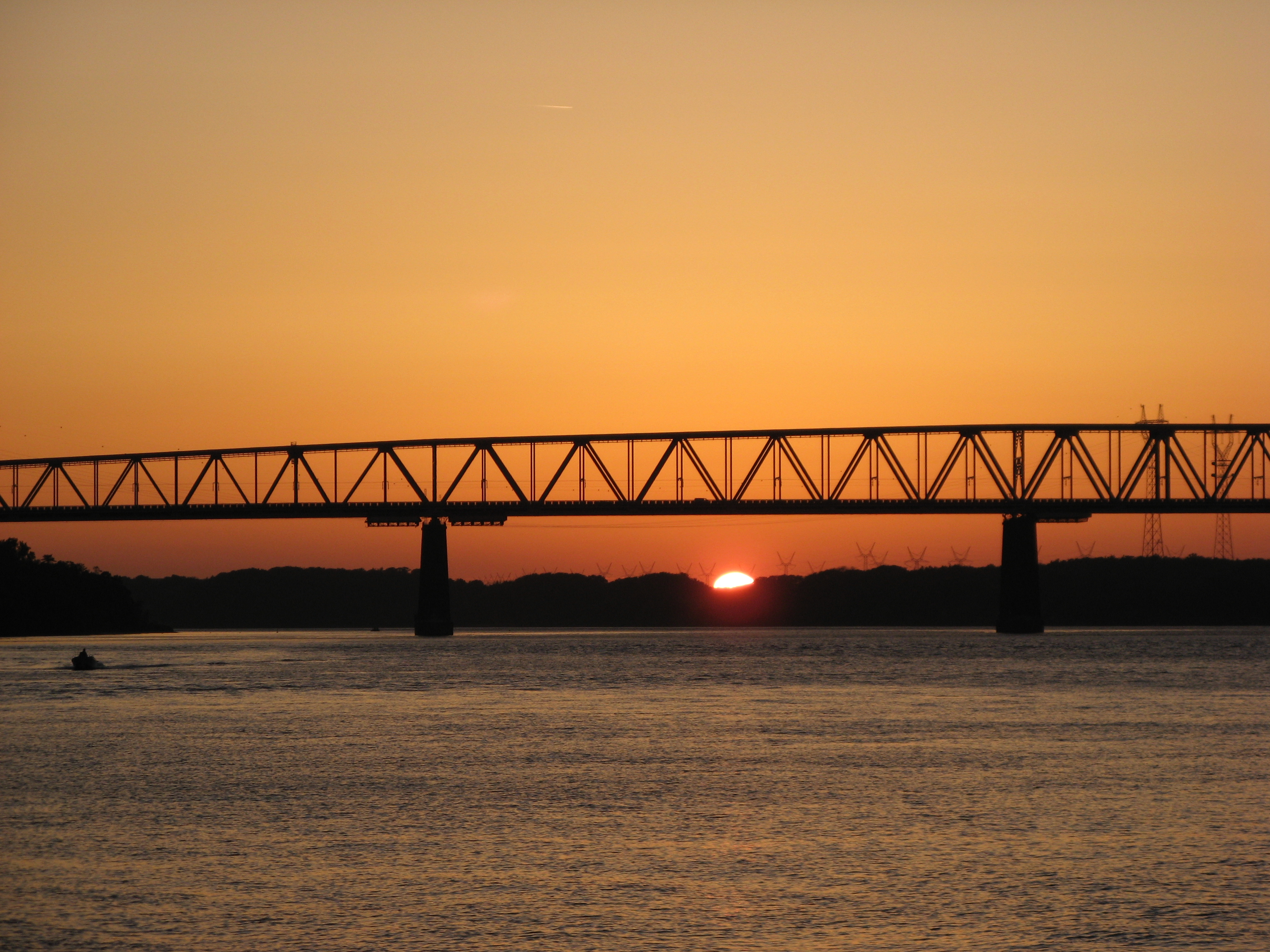
Mały Bełt ze starym mostem

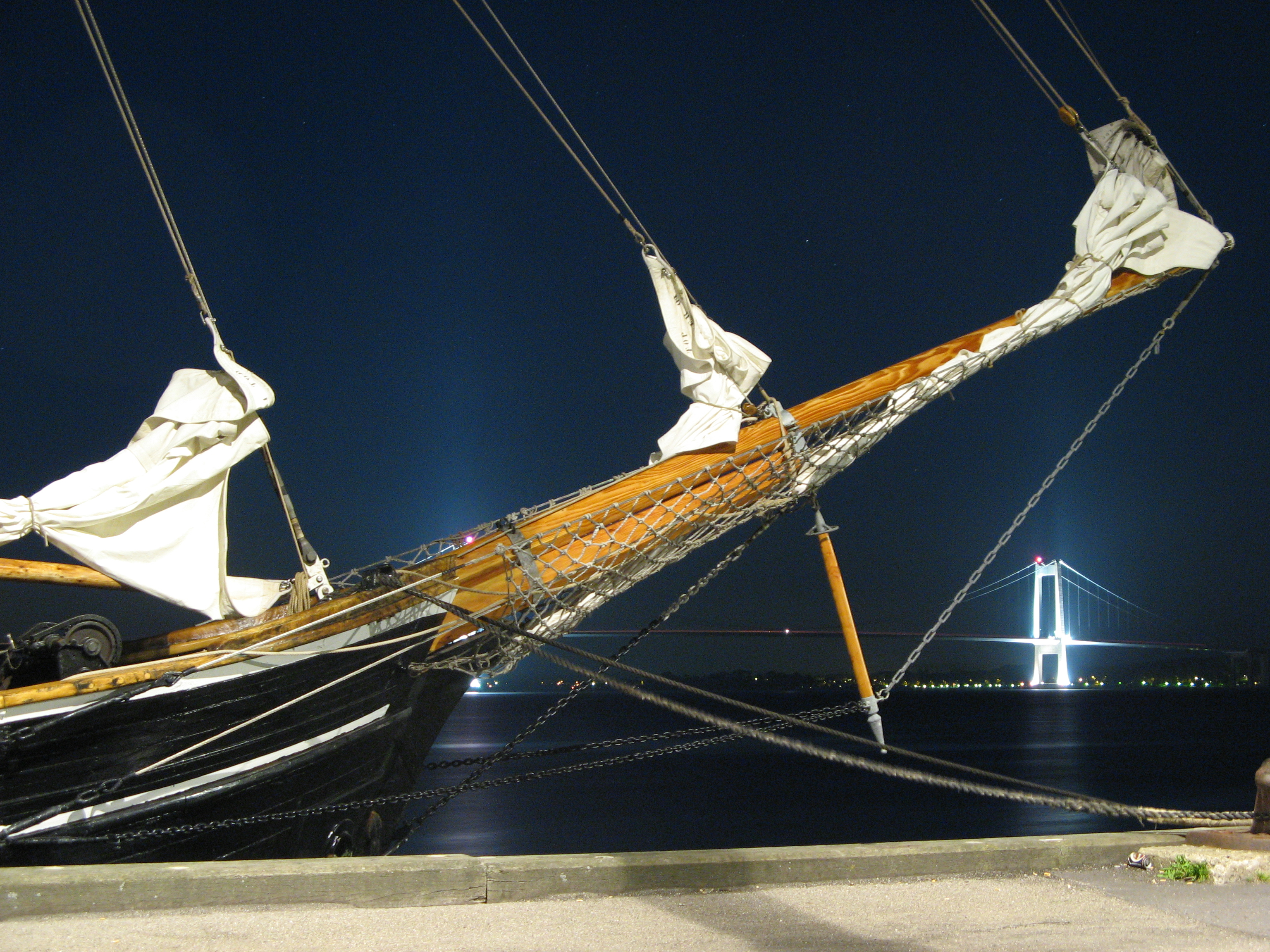
Mały Bełt z nowym mostem

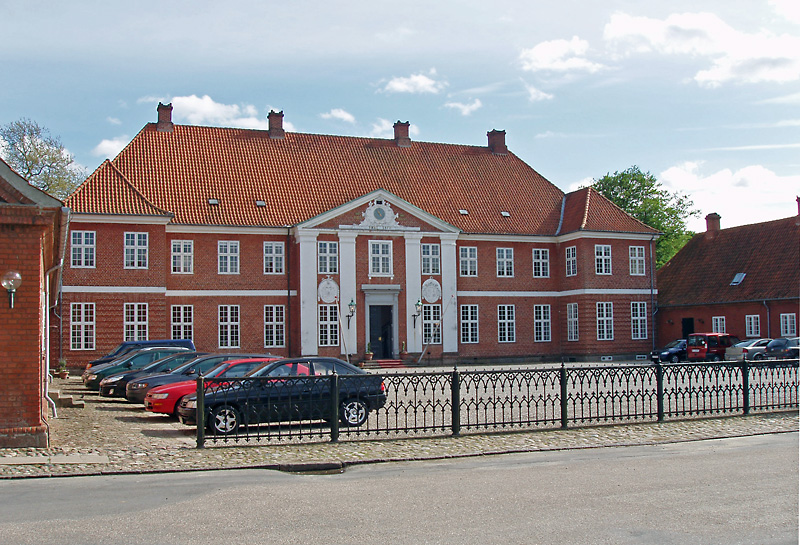
Pałac Hindsgavl

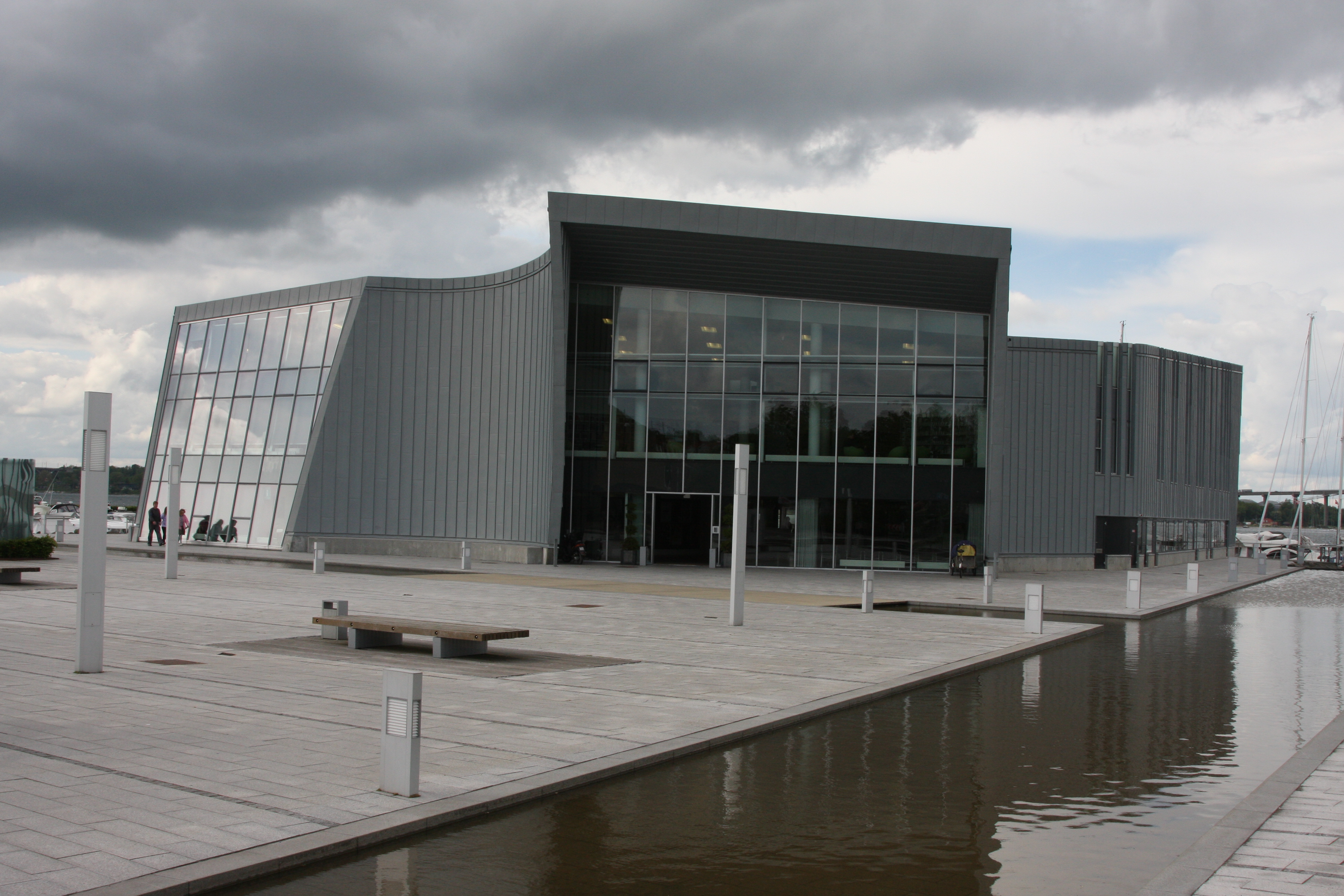
Nowoczesny ośrodek kultury

Middelfart – miasto w Danii położone na Fionii nad Małym Bełtem, siedziba gminy Middelfart. Miasto zamieszkuje 14 589 mieszkańców (2010).

## Geografia
Middelfart leży na północno-zachodnim krańcu Fionii, nad Małym Bełtem, w odległości 50 km na zachód od Odense i w odległości 10 km na południe od jutlandzkiego miasta Fredericia. Ważny węzeł komunikacyjny z dwoma mostami łączącymi Jutlandię z Fionią i resztą Danii. Stacja kolejowa.

## Historia
Do XVI w.
Nazwa miasta w języku duńskim znaczy „środkowa przeprawa” i odnosi się do położenia Middelfartu przy środkowej przeprawie z Fionii na Jutlandię (na południe od przeprawy w Strib i na północ od przeprawy w Fønsøre. Middelfart powstał jako osada rybacka służąca do obsługi przeprawy wodnej przez Mały Bełt przy ważnym szlaku komunikacyjnym łączącym Jutlandię z wyspami duńskimi. W średniowieczu znany był jako Mæthlæfar (XIII w.) i odgrywał ważną rolę jako miejsce przetargów politycznych. Spotkali się tutaj król Danii Eryk Menved i król Norwegii Eryk II, a w latach 1306 i 1310 toczyły się tutaj negocjacje króla Danii z książętami szlezwickimi. Middelfart stał się widownią gwałtownych wydarzeń politycznych, kiedy w 1359 dokonano tutaj mordu, którego ofiarami padli trzej duńscy wielmożowie powracający ze spotkania z królem Waldemarem IV. O zbrodnię posądzano samego króla, ale ten wyparł się jakichkolwiek związków z zabójcami. Dawniej miejscowość słynęła z połowu morświnów, z czego (obok przewozu przez wody Małego Bełtu) utrzymywała się miejscowa ludność. W 1496 Middelfart otrzymał przywileje nadane przez króla Jana. Dokument wytyczał m.in. granice miasta. Przywileje królewskie zostały potwierdzone w latach 1540, 1569 i 1596. W 1523 Middelfart udzielił azylu królowi Danii Chrystianowi II po tym, jak duńska szlachta wypowiedziała mu swoje posłuszeństwo. Za poparcie mieszczan dla obalonego monarchy, nowy król nałożył na miasto kontrybucję pieniężną.
XVII-XVIII w.
Okres od XVI do XVIII w. był czasem zastoju gospodarczego i upadku miasta, szczególnie podczas wojen duńsko-szwedzkich w latach 1658-1660 i w XVIII w. Miasto spłonęło dwukrotnie (1746, 1791) i przeżyło epidemię zarazy w 1761. Rozwój gospodarczy Middelfartu został zupełnie zahamowany, szczególnie po założeniu w połowie XVII w. pobliskiego miasta Fredericia, hojnie na dodatek obdarzonego przywilejami królewskimi. Spadło również w tym czasie dawne znaczenie Middelfartu jako ważnego węzła komunikacyjnego, a większość przepraw morskich odbywała się teraz z Fredericii do Strib na północ od Middelfartu. Na początku XVIII w. zapaść gospodarcza ogarnęła także handel i rolnictwo, pogrążając ludność w ubóstwie. Jedynie nieliczni mieszkańcy utrzymywali się z rzemiosła. Wszystkie te negatywne zjawiska doprowadziły do spadku populacji (w 1769 miasto liczyło jedynie 735 mieszk.), co pociągnęło za sobą m.in. likwidację ośrodków kultury, np. w 1739 zamknięto jedyną, istniejącą od średniowiecza, szkołę w mieście, tzw. szkołę łacińską.
Od XIX w.
Pewne ożywienie gospodarcze nastąpiło na początku XIX stulecia, co spowodowało wzrost liczby mieszkańców (w 1801 było ich 1019). W latach 30. XIX w. na fali ożywienia gospodarczego dokonano modernizacji portu, powiększając i pogłębiając go. Polepszająca się koniunktura doprowadziła do ożywienia handlu i dynamiczniejszego rozwoju miasta. Do tego doszedł proces uprzemysłowienia: w 1852 powstała w Middelfarcie odlewnia żelaza, a w 1899 fabryka kabli. Priorytetowe znaczenie dla rozwoju miasta miało także przeprowadzenie tutaj linii kolejowej w 1865. Wszystkie te czynniki spowodowały wzrost liczby ludności z 1633 osób w 1850 do 4469 w 1901. W latach następnych liczba mieszkańców nadal rosła z 7840 w 1930 do 8711 w 1950. W 1921 w związku z rozwojem urbanistycznym Middelfartu dokonano rozszerzenia granic miasta włączając doń pobliskie tereny wraz z pałacem Hindsgavl. Oddanie do użytku pierwszego mostu (tzw. starego mostu) przez Mały Bełt (1935), pociągnęło za sobą zmianę położenia linii kolejowej, ponownie czyniąc z Middelfartu ważny węzeł komunikacyjny spajający Jutlandię z resztą kraju. Middelfart stał się także ośrodkiem turystycznym przyciągającym nie tylko duńskich, ale i skandynawskich turystów. Podczas inwazji niemieckiej na Danię w dniu 9 kwietnia 1940 most przez Mały Bełt stał się miejscem desantu niemieckiego, w celu zabezpieczenia obiektu dla wkraczających do kraju wojsk III Rzeszy. Miasto zostało wyzwolone w maju 1945 przez oddziały brytyjskie. Znaczny rozwój i rozbudowa w okresie powojennym. W Middelfarcie funkcjonuje szkoła średnia, szkoła handlowa, do 1963 działała tutaj Wyższa Szkoła Rybacka (przeniesiona do Søllested), szpital psychiatryczny (założony w 1888), nowoczesne centrum kultury. Widocznym symbolem miasta stał się oddany do użytku w 1970 tzw. nowy most przez Mały Bełt. W mieście rozwinął się przemysł metalowy.

## Atrakcje turystyczne
- Kościół Świętego Mikołaja (Sankt Nicolai Kirke) - gotycka świątynia z późnoromańską apsydą. Obecny budynek powstał prawdopodobnie w trakcie przebudowy wcześniejszej świątyni romańskiej przeprowadzonej w 1475[6]. W 1858 dodano wieżę zegarową. Wnętrze świątyni mieści barokowy ołtarz z ok. 1650, ufundowany przez burmistrza Clausa Madsena Banga, marmurową chrzcielnicę z postacią anioła z 1845, autorstwa H. W. Bissena[6], późnorenesansową kazalnicę z 1596 oraz tęczę z późnogotyckim krucyfiksem.
- Dom Hennera Friisera - kamienica z muru pruskiego przy ul. Brogade z ok. 1575-1600 (obecnie muzeum), a także podobna kamienica przy ul. Algade.
- Pałac Hindsgavl (Hindsgavl Slot) - w stylu klasycystycznym. Obecny budynek pochodzi z 1784 i został wystawiony na miejscu wcześniejszego średniowiecznego. Pałac otoczony jest parkiem.
- Cmentarz Vestre Kirkegård – powstał w 1853. Znajduje się na nim obelisk ku czci żołnierzy duńskich poległych w dwu wojnach o Szlezwik w latach 1848-1850 i 1864.
- Obelisk ku czci 8 pilotów angielskich zestrzelonych przez Niemców w 1942[7]. Pomnik znajduje się w podmiejskim lesie Galsklint.
- Stary most przez Mały Bełt (Den gamle Lillebæltsbro) - pierwszy most do komunikacji kolejowej łączący Fionię z Jutlanią wzniesiony w latach 1929-1935. Długość 1177,8 m, wysokość 33 m nad lustrem wody, dwutorowy z miejscem dla ruchu pieszego i kołowego. Wzniesiony kosztem 24 milionów ówczesnych koron.
- Nowy most przez Mały Bełt (Den nye Lillebæltsbro) - wzniesiony w latach 1965-1970 i przeznaczony do ruchu kołowego. Pierwszy most wiszący w Danii, długość 1700 m z dwoma pylonami o wysokości 120 m. Most wznosi się 40 m nad lustrem wody[8].

## Herb Middelfartu
W polu błękitnym w lewo okręt złoty na srebrnych falach, z trzema masztami ze zwiniętymi żaglami i proporcem przedstawiającym Dannebrog na fokmaszcie. Na grotmaszcie krzyż. Poniżej okrętu w falach w lewo czarny morświn. Od 1535 Middelfart posiadał pieczęć z wizerunkiem trójmasztowca symbolizującego to handlowe i portowe miasto. W 1989 Aage Wulff opracował współczesną wersję herbu miasta, do którego dodano morświna i flagę duńską dla podkreślenia roli jaką Middelfart odgrywał dawniej w połowach tego ssaka.

## Miasta partnerskie
- Mustasaari
- Mandal
- Oskarshamn
- Barmstedt[10]

## Ludzie związani z Middelfartem
- Carina Christensen – polityk konserwatywny, była minister kultury
- Christian Eriksen – piłkarz
- Zenon Przybyszewski Westrup – syn Stanisława Przybyszewskiego